# Enamoramiento

Beso de Romeo y Julieta, sobre el óleo

El enamoramiento es lo que causa el ver a una persona atractiva, un producto de la alegría, en el cual una persona se siente poderosamente atraída por otra, que le da la satisfacción de alguien que pueda comprender y compartir tantas cosas como trae consigo la vida. Desde el punto de vista fisiológico, se trata de un proceso que involucra la corteza cerebral y el sistema endocrino, con respuestas y cambios bioquímicos ocasionados en el hipotálamo mediante la segregación de dopamina. 
El enamoramiento se basa en los gestos y la comunicación emocional, motriz, sexual, intelectual e instintiva. Los gestos se basan en aspectos físicos y se llevan a cabo al moverse, mirarse, acariciarse y hablarse.

## Tipos
El enamoramiento puede ser de dos tipos:
- Externo: donde el enamoramiento se produce debido al aspecto físico.
- Interno: donde el enamoramiento se produce debido a la forma de ser del individuo.

## Características
Según Yela (2002), a diferencia de la creencia generalizada de que el enamoramiento es un fenómeno impredecible y aleatorio, un número creciente de científicos sociales han construido diferentes modelos teóricos que describen y explican el enamoramiento. Las características principales del enamoramiento son sintomáticas, las cuales, según la mayoría de los autores, son:

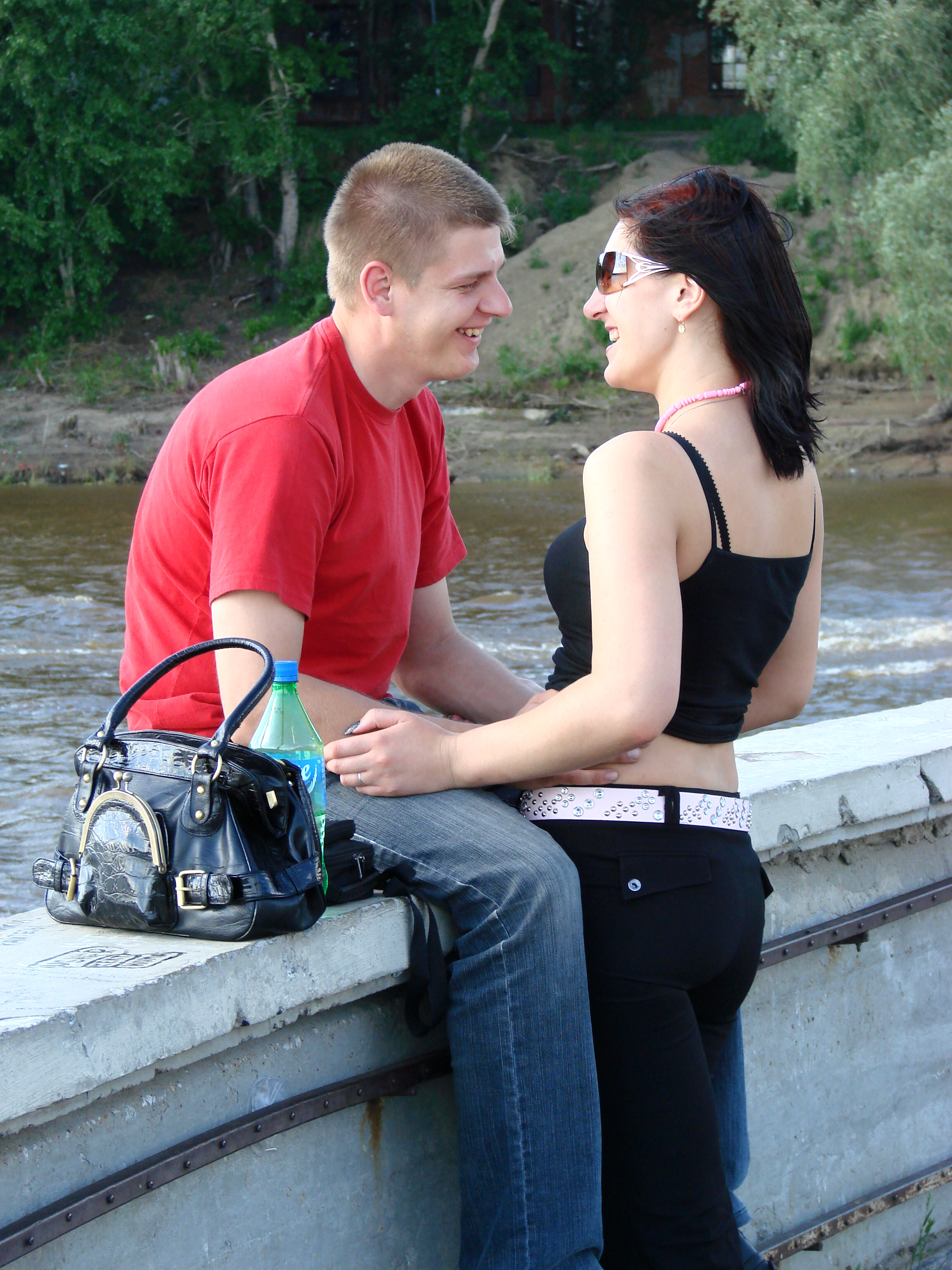
Pareja de enamorados en Omsk, Rusia.

- Deseo de intimidad y unión física con el otro (tocarlo, abrazarlo, besarlo e incluso tener relaciones sexuales).
- Deseo de reciprocidad (que el otro también se enamore del sujeto).
- Temor al rechazo.
- Pensamientos frecuentes sobre el otro que interfieren en la actividad normal del sujeto.
- Pérdida de concentración.
- Fuerte activación fisiológica (nerviosismo, aceleración cardíaca, etc.) ante la presencia (real o imaginaria) del otro.
- Sensibilidad ante los deseos y necesidades del otro.
- Atención centrada en el otro.
- Idealización del otro, percibiendo solo características positivas, a juicio del sujeto y atenuando o justificando las características negativas.

El proceso de enamoramiento suele comenzar con una atracción física inicial hacia otra persona. A continuación, se potencia con una atracción personal y se dispara definitivamente cuando se presenta un conocimiento o sospecha que existe reciprocidad en la atracción (que esa persona se siente también atraída física y personalmente hacia nosotros). El estudio científico de los factores psicosociales y biológicos implicados en el enamoramiento y el amor no solo ha generado la aparición de intervenciones cada vez más eficaces en el ámbito de las relaciones de pareja, sino también la difusión de métodos para atraer y conquistar a la pareja.

## Elementos
- Psiquiatría: Los psiquiatras apuntan a que el amor, por lo menos en sus primeras fases, se abastece fundamentalmente de química. Una sustancia en nuestro cerebro denominada feniletilamina obliga a la secreción de dopamina o norepinefrina, que por sus efectos se parecen a las «anfetaminas», las cuales producen un estado de euforia natural cuando estamos con nuestra pareja.
- Genética: Al igual que el resto de animales y seres vivos, los humanos llevamos en nuestros genes el impulso de procreación y descendencia, que es en principio lo que causa el efecto de enamoramiento. Sin embargo, los individuos pertenecientes al Homo sapiens suelen tener relaciones que no necesariamente son con motivo de la procreación. De todas formas el enamoramiento (como resultado de la atracción romántica) suele estar vinculado a la atracción sexual, aunque no siempre es así.

## Teorías del enamoramiento
- Imagen de pareja: Afirman que nuestro aparato psíquico tiene guardada la imagen de la pareja que buscamos y que esta despierta una alarma cuando nos topamos con la persona que encaja con estos rasgos.

- Correspondencia: Busca a una persona con rasgos físicos, sociales, culturales, intelectuales, entre otros; parecidos a los del sujeto y con la imagen de su propia familia imaginaria.

- Reflejo familiar: Los biólogos y algunos científicos afirman que las personas se enamoran buscando cualidades o el amor dado por sus familiares recesivos. Por ejemplo, en el caso de las personas heterosexuales, un hombre se enamora porque quiere seguir recibiendo el amor de su madre, y una mujer se enamora porque quiere seguir recibiendo la protección y el amor de su padre. Es decir, que en el amor, según esta teoría, lo que buscan estas personas es su progenitor opuesto (conflicto de Electra y Edipo).

- Espejo: Nos enamoramos de quien anhelamos ser o bien de lo que tiene el otro. Es decir, nos sirven de espejo y por eso nos enamoramos.

- Perpetuar la especie: La defienden algunos biólogos bajo el amparo de la psicología evolucionista, afirmando que este sentimiento evolucionó y se quedó impregnado ya que buscamos a la pareja adecuada para perpetuar la especie y esto se hace después de una evaluación por «instinto». Buscamos a la mejor persona con la cual nuestros genes se mezclen de la mejor manera y podamos dejar descendencia. Esta hipótesis tiene en cuenta la realidad animal de la persona (el gen egoísta).

- Creación de gustos: La persona durante la infancia empieza a cuadrar sus gustos y, conforme va creciendo, los va haciendo más sólidos. Entonces, encontramos a una persona que se asemeja a lo que se creó desde esa infancia.

## Características
Las personas más sensibles ante la persona amada reaccionan con sudoración, pulso acelerado, tartamudeo, aumento de la presión arterial, sonrojo, risa floja, taquicardia, alteración de la percepción del tiempo, dolor o ansiedad en el estómago.
- Idealización de la persona.

- Deseo de hacer planes futuros con la persona, planear viajes, acontecimientos o futuras acciones juntos.

- Admiración de la persona.

- Atribución de cualidades positivas evitando la crítica.

- Necesidad de estar con la persona.

- Incluirla en sueños (no necesariamente eróticos).

- Agradar a la persona amada se convierte en la mayor ilusión.

- Distorsión en la percepción del tiempo. La ansiedad y la distancia de esa persona da la idea de un paso más lento, mientras que su compañía y el júbilo, de un paso más rápido.

- Pensar a cada momento en la persona amada, cualquier situación o circunstancia la recuerda.